# 월트 와이스
월터 윌리엄 "월트" 와이스(Walter William "Walt" Weiss, 1963년 11월 28일 ~ )는 메이저 리그 베이스볼에서 전 유격수이며, 애틀랜타 브레이브스의 벤치 코치를 맡고 있다.
와이스는 1998년 내셔널 리그의 올스타 팀의 일원이었다. 그는 또한 1988년 올해의 신인 선수 상을 수상하기도 하였다.

## 초기 경력
시초에 1982년 아마추어 드래프트의 10번째 라운드에서 볼티모어 오리올스에 의하여 드래프트된 와이스는 자신의 프로 야구 경력을 중지하기로 결정하고 노스캐롤라이나 대학교 채플힐에서 수학하였다. 1985년 6월 그는 그해 드래프트의 전체 12위의 선발이었다.
23세의 나이로 그는 1987년 9월 오클랜드 애슬레틱스를 위하여 자신의 첫 메이저 리그 출연을 하였다. 자신들이 그해 12월 출발 선수 알프레도 그리핀을 이적한 팀은 젊은 유격수의 재능과 함께 인상을 받아 1988년 와이스를 자신들의 출발 유격수로 만들었다. .250의 평균, 3개의 홈런, 39개의 타점과 44개의 득점과 함께 그의 공격적인 수들은 낮았으나 그의 뛰어난 방어적 능력은 1974년 이래 애슬레틱스를 그들의 첫 아메리칸 리그 페넌트로 이끄는 데 도움을 주었다. 1988년 월드 시리즈는 로스앤젤레스 다저스가 내셔널 리그 페넌트를 우승하면서 1974년 짝짓기의 리매치였다. 4번째 경기에서 그의 손실이 큰 실책은 다저스가 5개의 경기들에서 시리즈를 우승하는 데 도움을 주었으나 와이스는 강타자들 호세 칸세코(1986)와 마크 맥과이어(1987)에 이어 3번째 연속적 애슬레틱스의 선수로 수상하는 데 1988년을 위한 올해의 아메리칸 리그 신인 선수 상으로 투표되었다. 그는 또한 그해에 탑스 올스타 신인 선수 등록부에 이루기도 하였다.

## 중반 경력

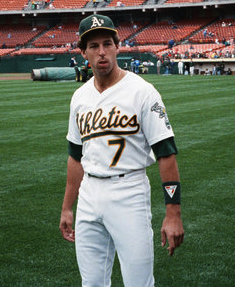
1989년의 월트 와이스

1989년 애슬레틱스가 아메리칸 리그 페넌트의 우승 팀으로서 되풀이하여 그해 월드 시리즈에서 자신들의 시내를 가로질러 라이벌 샌프란시스코 자이언츠를 만났어도 와이스의 공격적 수들은 그가 부상과 역경을 통하여 싸우면서 향상되지 않았다. 경기를 10일 동안 연장시킨 10월 17일 로마프리타 지진에 의하여 시리즈가 가려질 것 같았어도 와이스는 홈런을 치고, 애슬레틱스는 15년 만에 자신들의 첫 월드 타이틀을 주장하는 데 자이언츠를 휩쓸었다.
1990년은 와이스가 9개를 도루하는 동안 안타, 득점과 타구 평균에서 날짜로 그의 최고 공격적 수들을 놓은 것을 보았다. 애슬레틱스는 자신들의 3연속 페넌트를 우승하였으나 그해 보스턴 레드삭스를 상대로 아메리칸 리그 챔피언십 시리즈에서 부상을 당하여 신시내티 레즈에게 패한 애슬레틱스의 월드 시리즈를 놓쳤다.
이전의 부상들에 의하여 한정된 그는 애슬레틱스가 1987년 이래 처음으로 플레이오프를 놓치면서 1991년 많이 활약하지 않았다. 오클랜드에서 자신의 마지막 해에 그는 1992년 .212를 안타하였고 한산기 동안에 새로운 내셔널 리그의 확장 플로리다 말린스로 이적되었다.
말린스를 위하여 그는 1993년 158개의 경기들에서 활약하였으나 시즌 후에 그는 자유 계약 선수가 되어 콜로라도 로키스와 함께 계약을 맺는 데 선택하였고 양쪽의 이 1993년 확장 팀들을 위하여 활약하는 데 첫 선수였다. 와이스는 로키스에서 타구와 함께 4개의 겸손하게 성공적 해들을 보내 홈런(8)과 타점(48)에서 경력 최고 기록을 계시하였으나 그의 힘들은 유격수에서 완고한 방어적 활약과 본루에 도달하는 데 능력에서 놓였다.

## 후반 경력
1997년 그는 애틀랜타 브레이브스와 계약을 맺고 그들의 출발 유격수가 되어 .280을 안타하고 1998년 자신 경력에서 단 한번을 위하여 올스타 팀에 이루었다. 브레이브스는 106개의 우승과 끝냈으나 샌디에이고 파드리스에게 내셔널 리그 페넌트를 패하였지만, 그는 부상에 의하여 느려졌고 1991년 이래 처음으로 100개보다 적은 경기들에 나왔다. 다음 시즌에 그의 쇠퇴는 실망적인 .226의 타구 평균과 함께 지속되었다.
1999년 휴스턴 애스트로스를 상대로 내셔널 리그 디비전 시리즈의 3번째 경기에서 그는 시즌을 구하는 데 훌륭한 방어적 활약을 만들었다. 10회의 말기에 만루로 만들어지고 1개의 아웃과 동점이 매겨지면서 토니 에우세비오는 날카로운 땅볼을 한복판으로 쳤다. 와이스는 자신의 왼쪽으로 정렬하여 자신의 배에 떨어져 포스플레이를 위하여 홈으로 던졌다. 경기 후에 그는 공이 거의 자신의 손에 글로브를 찢을 뻔했다고 말하였다. 와이스와 브레이브스는 디비전 시리즈를 우승하러 갔으며, 내셔널 리그 페넌트와 자신들이 뉴욕 양키스에게 패한 1999년 월드 시리즈로 향하였다.
2000년 그는 192개 만의 타수들을 가졌으며, 대부분 12년전 와이스가 수상한 것 같이 올해의 신인 선수 상을 받는 라파엘 푸르칼에게 출발 유격수 직업을 잃었던 이유였다. 그는 시즌 후에 은퇴하였다.

## 선수 생활 이후의 경력
와이스의 자선적 공헌들은 뉴욕주 워터타운에 있는 워터타운 고등학교로 다수의 기부금들을 포함하였다. 추가로 그의 모교 서펀 고등학교의 야구 필드는 그의 이름을 땄다.
2000년 시즌에 이어 선수로서 브레이브스로부터 은퇴한 후, 그는 특별 강사로서 로키스로 돌아와 2002년부터 2008년까지 본부의 조언자를 지냈다. 그는 자신의 가족과 시간을 더많은 시간을 보내려고 그 직업을 떠났으나 콜로라도주 오로라에 있는 레지스 예수회 고등학교에서 대학 코치로서 결국 야구로 복귀하였으며, 그 자격에서 자신의 첫 시즌에 그는 팀을 5A 준결승전으로 이끌었다.
2012년 11월 7일 와이스는 콜로라도 로키스의 감독이 되는 데 계약을 맺었다.